# Саар
Саа́р (нем. Saarland, произношениео файле, фр. Sarre) — земля Германии, граничащая с Францией и Люксембургом, названная по реке Саар. Столица — город Саарбрюккен.

## География
Отличается холмистой местностью. Крупнейшие города — Саарбрюкен, Фёльклинген, Хомбург, Оттвайлер и Нойнкирхен.

## История
В Средние века на территории Саара существовало несколько германских феодальных княжеств.
В XVII и XVIII вв. Саар был дважды оккупирован Францией, а после окончательного разгрома Наполеона в 1815 году разделен между Пруссией и Баварией.
После объединения Германии в 1871 году в Франко-прусской войне, сопровождавшегося аннексией Эльзаса и Лотарингии с их углём и железной рудой, Саар стал одним из главных промышленных районов страны.
В результате поражения Германии в Первой мировой войне Саар был передан в управление Лиги Наций, а его угольные шахты объявлены французской собственностью. В 1920—1935 территория Саар снова считалась частью Германии, но была оккупирована администрацией союзников (см. Саар (Лига Наций)), затем, по плебисциту, вошла в гитлеровский Третий рейх как «Западная пограничная марка».
После Второй мировой войны Саар был вновь оккупирован союзниками, став французским протекторатом, и даже успел принять участие в Олимпийских играх как самостоятельное государство. США и Великобритания стремились включить Саар, вслед за Эльзасом и Лотарингией, в состав Франции, в то время как сама Франция выступала за превращение Саара в независимое пограничное государство, наподобие Люксембурга. Это последнее предложение было вынесено на референдум и отклонено 67,7 % саарцев, которые стремились к воссоединению с ФРГ. 1 января 1957 года после ожесточённой общественной дискуссии Саар вошёл в состав ФРГ, став её десятой федеральной землёй. Согласно заключённому тогда франко-германскому договору, в саарских школах в качестве первого иностранного языка преподаётся французский.

## Политика
Представительный орган — Ландтаг Саара (нем. Landtag des Saarlandes), избираемый населением, исполнительный орган — Саарское Земельное Правительство (Saarländische Landesregierung), избираемое ландтагом, состоящее из премьер-министра Саара (Ministerpräsidenten des Saarlandes) и саарских министров, орган конституционного надзора — Конституционный Суд Саара (Verfassungsgerichtshof des Saarlandes), высшая судебная инстанция — Саарский высший земельный суд (Saarländisches Oberlandesgericht), высшая судебная инстанция административной юстиции — Высший административный суд Саара (Oberverwaltungsgericht des Saarlandes).
На состоявшихся 27 марта 2017 года выборах в местный ландтаг, ХДС получила 40,7 % голосов избирателей, сохранив небольшое преимущество перед другими партиями. В целом СДПГ получила 17 мест, Левые — 7 , Альянс за Германию — 3 места. Всего в ландтаге 51 место. Для сформирования правительства необходимо большинство мест, то есть как минимум 26. В ландтаге, возможно, сохранится коалиция ХДС и СДПГ.

### История выборов
До вхождения в состав ФРГ Саар имел свои партии отличные от общегерманских.
На выборах 2009 года ХДС получил 19 мест из 51. В Ландтаг вошли СДПГ (13), Левые (11), Зелёные (3), СвДП (5). Правые (ХДС+СВДП) и Левые (СДПГ и Левые) имели по 24 мандата.
Таким образом, у «Зелёных» появилась возможность примкнуть к одной из этих двух коалиций и, придя к власти, принять участие в формировании правительства. К удивлению многих, 11 октября 2009 года «Зелёные» решили примкнуть к правоцентристской коалиции и создать коалицию с участием ХДС и СвДП. (Так как это сочетание цветов этих партий соответствует цветам государственного флага Ямайки, этот тип коалиции иногда называют словом Jamaika-Koalition, то есть Ямайская коалиция). Это решение «Зелёных» позволит Петеру Мюллеру (ХДС) остаться на посту премьер-министра.
С 2011 года до февраля 2018 года министр-президентом была Аннегрет Крамп-Карренбауэр. 1 марта 2018 года её преемником на этой должности стал Тобиас Ханс.
На выборах 2012 года ХДС получил 19 мест, СДПГ — 17 мест, Левые — 9 мест, Пираты — 4, Зелёные — 2.

## Административное деление
Территория Саара делится на районы (нем. Landkreis, включая район-региональную ассоциацию (нем. Regionalverband) города Саарбрюкена). Районы делятся на города (нем. Stadt) и общины (нем. Gemeinde), города на городские округа (нем. Stadtbezirk), общины на общинные округа (нем. Gemeindebezirk).

Административная карта земли Саар

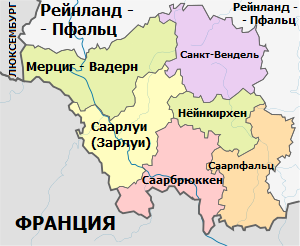
Саар, административное деление

Районы
1. Мерциг-Вадерн (MZG)
2. Нойнкирхен (NK)
3. Саарбрюккен (SB)
4. Зарлуи (SLS)
5. Саарпфальц (HOM)
6. Санкт-Вендель (WND)

### Местные органы государственной власти
Представительные органы районов — крейстаги (нем. Kreistag), состоящие из членов крейстага (Mitglieder des Kreistages), избираемых населением по пропорциональной системе с закрытым списком, ведёт заседания крейстага и осуществляет исполнительную власть в районе ландрат (Landrat), избираемый населением.
Представительные органы городов — штадтраты (Stadtrat), состоящие из членов штадтрата (Mitglied des Stadtrats), избираемых населением по пропорциональной системе с закрытым списком, ведёт заседания штадтрата и осуществляет исполнительную власть в городе обер-бургомистр (Oberbürgermeister), избираемый населением.
Представительные органы общин — гемайндераты (Gemeinderat), состоящие из членов гемайндерата (Mitglied des Gemeinderats), избираемых населением по пропорциональной системе с закрытым списком, ведёт заседания гемайндерата и осуществляет исполнительную власть в общине бургомистр (Bürgermeister), избираемый населением.
Представительные органы городских округов — окружные советы (Bezirksrat), исполнительные органы — окружные бургомистры (Bezirksbuergermeister).

## Язык
В Сааре говорят на двух диалектах: мозель-франкский и рейн-франкский. Существует даже граница (Das-Dat-Grenze).

## Экономика и инфраструктура

### Экономика
- Задолженность: €14,707 на душу населения (2020)
- Общая задолженность: €14,514 млрд (2020)

Основными источниками дохода являются автомобильная промышленность, металлургия, керамическая промышленность и информационные технологии. В прошлом регион являлся одним из центров добычи угля.

### Энергоснабжение
В июле 2012 года Саарская шахта, последнее предприятие по добыче угля, была остановлена.
В 2017 году структура электроэнергетики Саара была следующей: 55,6% каменного угля, 19,1% возобновляемых источников энергии, 18% природного газа, 7,3% прочего.

## Наука
В городе Саарбрюккен расположен Саарский университет. На его территории располагается целый ряд научных организаций Германии: DFKI, Институт Макса Планка, Институт имени Лейбница и др.

## Религия
По состоянию на конец 2019 года 55,7% населения составляли католики, 17,1% протестанты и 27,2% либо исповедовали другую религию, либо не придерживались никакой религии. Саар - единственная федеральная земля с католическим большинством - 55,7%.